# Gunda Reimers
Gunda Reimers (* 15. März 1973) ist eine ehemalige deutsche Leichtgewichts-Ruderin.

## Sportliche Karriere
Gunda Reimers vom Rendsburger Ruderverein gewann ihre erste internationale Medaille 1995 bei den Weltmeisterschaften in Tampere. Der deutsche Leichtgewichts-Vierer ohne Steuerfrau mit Gunda Reimers, Janet Radünzel, Jutta Schausten und Gaby Schulz belegte den dritten Platz hinter den Booten aus den Vereinigten Staaten und aus dem Vereinigten Königreich. Im Jahr darauf belegte Reimers mit dem Vierer den sechsten Platz bei den Weltmeisterschaften in Glasgow. 1997 bei den Weltmeisterschaften in Frankreich traten Christiane Brand, Nicole Faust, Christine Morawitz und Gunda Reimers als Leichtgewichts-Doppelvierer an und gewannen den Titel mit einer halben Sekunde Vorsprung vor den Kanadierinnen. Drei Jahre später bei den Weltmeisterschaften 2000 in Zagreb erruderten Gunda Reimers und Janet Radünzel Bronze im Leichtgewichts-Zweier ohne Steuerfrau.
In Kiel studierte sie Sportwissenschaften. Gunda Reimers zog es später beruflich nach Baden-Württemberg, wo sie Sportlehrerin für Prävention und Rehabilitation wurde. Im Ehrenamt ist sie bei der Stuttgarter Rudergesellschaft von 1899 tätig.

## Deutsche Meistertitel
- 1996: Leichtgewichts-Vierer ohne Steuerfrau (Jutta Schausten, Christiane Brand, Janet Radünzel, Gunda Reimers)[3]
- 1999: Leichtgewichts-Doppelvierer (Claudia Blasberg, Karin Stephan, Gunda Reimers, Nicole Faust)[4]
- 1999: Leichtgewichts-Zweier ohne Steuerfrau (Gunda Reimers, Maja Darmstadt)
- 2000: Leichtgewichts-Zweier ohne Steuerfrau (Gunda Reimers, Janet Radünzel)[5]